# Mariusz Kalaga
Mariusz Bogusław Kalaga (ur. 19 grudnia 1959 w Dąbrowie Górniczej) – polski wokalista muzyki pop i country, pracownik samorządowy.

## Życiorys
Jest absolwentem Uniwersytetu Śląskiego w Katowicach, kierunek fizyka z astronomią, Akademii Pedagogicznej w Krakowie (praca magisterska z akustyki) Akademii Ekonomicznej w Katowicach menadżer kultury (studia podyplomowe) oraz Wyższej Szkoły Biznesu – zarządzanie zasobami ludzkimi (studia podyplomowe).
Piosenkarz, wykonawca estradowy, nazywany jest „Royem Orbisonem znad Wisły”, zodiakalny „Strzelec”.
Zadebiutował w wieku pięciu lat w przedszkolu. Potem jako nastolatek mając 14 lat należał do zespołu „Cordis Christi”, co zaowocowało występami, koncertami i spektaklami muzycznymi o tematyce religijnej.
W drugiej połowie lat 70. XX w. uczęszczał do Technikum Budowlanego, w którym założył kabaret „Agrafka”. Równocześnie śpiewał także w grupach: „Buda Folk” i „Unisono”.
Zawodową karierę muzyczną rozpoczął w 1980 na Festiwalu Piosenki Studenckiej, gdzie zdobył główną nagrodę Złotego Gwoździa za piosenkę własnej kompozycji Monopolowy blues.
W latach 80. i 90. był solistą Zespołu Pieśni i Tańca „Dąbrowiacy”, a przez kolejne lata śpiewał w Zespole Folklorystycznym „Siemianowice”. Występował w kilku zespołach muzycznych, m.in. Duo For You, Johnny Walker Band. Od 1994 do 1997 współpracował, nagrywał i występował z zespołem Gang Marcela.
W czerwcu 2000 wyjechał do Nashville w USA na największy na świecie Festiwal Muzyki Country Fan Fair, gdzie wystąpił w jednym z klubów. W trakcie tego pobytu zagrał również w Chicago, gdzie wystąpił dla Polonii amerykańskiej. Po powrocie do Polski w lipcu tego samego roku założył zespół Partners.
Brał udział w festiwalach i spektaklach muzycznych w Polsce i za granicą, m.in. w krajach jak: Włochy, Francja, Algieria, Jugosławia, Turcja, Niemcy, Hiszpania, Austria, USA.
W 2000 odbył się jego recital „Od Orbisona do Nelsona” transmitowany na żywo w lipcu przez TVP2.
Popularność zyskał także dzięki uczestnictwu w programach telewizyjnych, m.in. w TVP Polonia, w TVP Rozrywka, „Gala Piosenki Biesiadnej”, „Imiennik Dwójki” – Zbigniewa Górnego oraz „Lista Śląskich Szlagierów”, „Muzyczna Kuchnia”, czy „Szlagierowa Lista Telewizji TVS”.
W latach 2006–2010 był radnym Rady Miasta Dąbrowy Górniczej i Przewodniczącym Komisji Kultury. W kadencji 2010–2014 Przewodniczący Komisji Kultury Związku Miast Polskich. W 2011 kandydował do Senatu w okręgu nr 76 z listy KWW Unia Prezydentów – Obywatele do Senatu. Zajął 5 miejsce na 8 kandydatów z poparciem 5,09% głosów.
Wystąpił na Pikniku Country w Mrągowie, gdzie odebrał kilka nagród (m.in. Giganci Country). W 2013 otrzymał tytuł „Honorowego Kowboja Miasta Mrągowa” podczas Jubileuszu XX-lecia występów na pikniku Country. W 2018 również w Mrągowie odebrał nagrodę „Mrągowiusza” podczas koncertu Jubileuszowego XXV-lecia występów Na Pikniku Country.
W marcu 2001 otrzymał nagrodę „Płyta Roku” (country po polsku), a w kolejnym plebiscycie w 2002 roku uhonorowano go nagrodą „Wokalista Roku” (country po polsku).
W czerwcu 2012 otrzymał Nagrodę Ministra Kultury i Dziedzictwa Narodowego – „Zasłużony dla Kultury Polskiej”.
Gra przeboje i standardy muzyki tanecznej i rozrywkowej, piosenki z gatunku tex-mex, kolędy i pastorałki, a także szlagierowe kompozycje „Jedna z gwiazd”, „Co tu jest grane?”, „Nie zapomnę tamtej nocy”, „Już zamknąłem serca drzwi”, „Nie więdnij mój kwiatku”, „Gdy się napełni szkło”, „Teraz jesteś tylko moja”, „Rosa Amarilla”, „Róża czerwona”, „Nasz mały letni romans”, „Biegnij nad morze” i wiele, wiele innych.
Mariusz Kalaga to również organizator oraz producent imprez i programów muzycznych m.in. „Chlebem i solą raz na ludowo”, „Z muzyką bliżej Europy” „Karnawałowy Koktajl Muzyczny”. Przez 19 lat był organizatorem Międzynarodowego Pikniku Country w Dąbrowie Górniczej. Występuje jako solista oraz z towarzyszeniem swojego zespołu.
Przyjaciel Krzysztofa Krawczyka. Na jednym z koncertów w Dąbrowie Górniczej wykonał z nim piosenkę Gdy nam śpiewał Elvis Presley.
Jego żoną jest Bogusława, która zajmuje się m.in. stroną managerską i akustyczną. Mariusz Kalaga ma trzech synów.

## Dyskografia
- Gdy nam śpiewał Roy Orbison (1993)
- Piosenki dla zakochanych – Na lato! (CD, Eska, SCD 024, 1994)
- Nastrój świąt (1997)
- Bieszczady..., czyli country na swojska nutę (1997)
- Pierwszy promień (1997)
- Mój los (2000)
- Kolędy i pastorałki (2005)
- Zapamiętaj mój numer telefonu (2006)
- Co tu jest grane? (2008)
- Pół na pół (2009)
- Wracam (2011)
- Na Bis! (2012)
- Tych kilka dróg (2013)
- Ja wiem w kogo ja wierzę (2014)
- DVD Muzyczny Koktajl Przebojów (2014)
- TAK i tak (2015)
- DVD Benefis 30 lecia pracy artystycznej (2015)
- Muzyczny Koktajl cz. 1 „Dopóki jest nadzieja” (2017)
- Muzyczny Koktajl cz. 2 „Żyję tym, co mam” (2017)
- Muzyczny Koktajl cz. 3 „Kiedy mi w duszy gra” (2018)
- Ale kocham je wszystkie (2020)

## Nagrody i wyróżnienia
- 1980 – nagroda Złotego Gwoździa na Festiwalu Piosenki Studenckiej
- 1999 – nagroda Grand Prix Burmistrza Gminy Wisła Wiślaczek
- 2000 – nagroda Giganci Country na Festiwalu Muzyki Country w Mrągowie
- 2001 – nagroda Płyta Roku za solowy album Mój los w plebiscycie Dyliżanse
- 2002 – nagroda Wokalista Roku w plebiscycie Dyliżanse
- 2002 – nagroda Prezydenta Miasta Dąbrowy Górniczej (za promocję kultury w mieście)
- 2006 – nagroda Prezydenta Miasta Piekary Śląskie oraz sponsora w Konkursie Piękne Głosy Radia Piekary
- 2012 – nagroda Ministra Kultury i Dziedzictwa Narodowego Zasłużony dla kultury polskiej
- 2014 – nagroda Super Dąbrowianin roku
- 2017 – nagroda w kategorii Złota Nuta w telewizji TVS
- 2017 – I miejsce w plebiscycie Artysta wakacji – Radio Silesia 96,2 FM